# Juan José Calandria

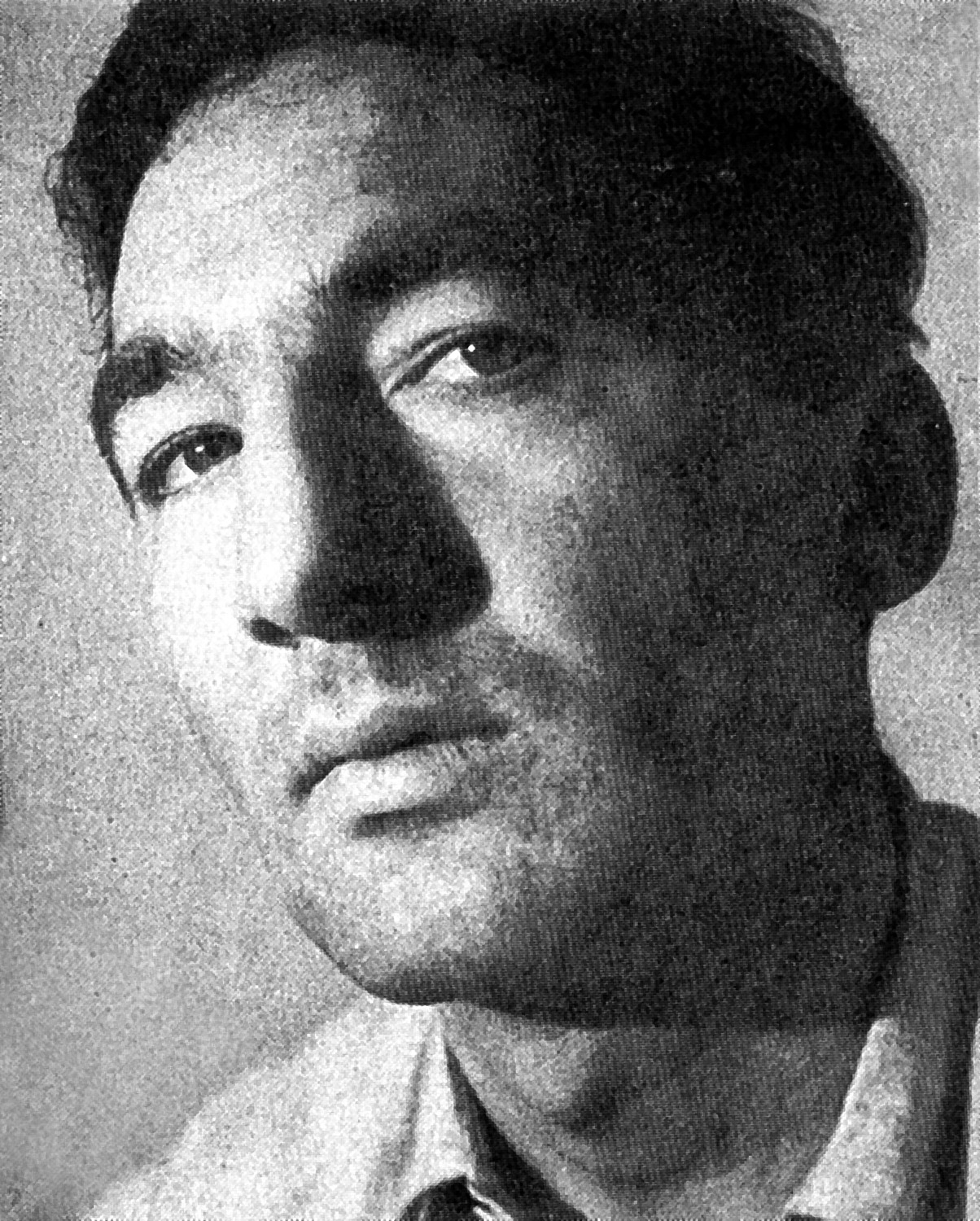
Juan José Calandria

Juan José Calandria (Canelones, 1902-1980), pintor y escultor uruguayo.

## Biografía
Nace en Canelones. Una vez finalizados sus estudios secundarios, ingresa a la Escuela de Artes Decorativas y a la Escuela Industrial, pensando en la carrera de arquitectura. Sin embargo, se interesó tanto por la escultura, que pronto se orientaría hacia ese campo. A los 22 años gana la medalla de oro y el gran premio de la "Exposición Agropecuaria e Industrial" de Canelones. 
Tras numerosos viajes a Europa, Calandria se establece en París, donde permanece catorce años. Trabaja con Bourdelle, Despiau y Gimond. También enseña en su propio taller. En 1939 su talento es reconocido y sus obras se exponen en varias galerías parisinas como el salón de las Tullerías y Printemps, además de la exposición de Artistas Contemporáneos. La Segunda Guerra Mundial lo sorprende en Grecia de vacaciones; se embarca para Nueva York, donde permanece un año; se traslada a Nueva Orleans y se convierte en cónsul de Uruguay; también ejerce la docencia de arte. Se casa con Challis Walker y retorna a Uruguay. Hacia 1958 culmina su actuación consular y se dedica de lleno al arte. A pesar de sufrir de artritis, trabaja de rodillas, hasta que en 1978 no puede continuar con su arte.